# Emily Wörle
Emily Wörle (20 gennaio 2005) è una sciatrice alpina tedesca.

## Biografia
Specialista delle prove veloci attiva dall'ottobre del 2021, Emily Wörle ha esordito in Coppa Europa il 6 febbraio 2023 a Sarentino in supergigante (64ª); non ha debuttato in Coppa del Mondo  e non ha preso parte a rassegne olimpiche o iridate.

## Palmarès

### Coppa Europa
- Miglior piazzamento in classifica generale: 182ª nel 2025

### Campionati tedeschi
- 1 medaglia:
  - 1 bronzo (supergigante nel 2023)